# Фальбек, Понтус
Понтус Фальбек (швед. Pontus Fahlbeck; 1850—1923) — шведский историк-юрист, профессор государственной науки в Лундском университете, солидный знаток и самостоятельный исследователь не только развития национального шведского права, но также древнейшей истории государственных учреждений Европы.

## Главные труды
- «Kritiska studier äfver det frankiska rikets äldsta samfundsskéck» (1880);
- «Sveriges nationalförmö genhet» (1891);
- «Stand och klasser» (1892);
- «Det svenska jordbrukets af kastning» (1893).

Особенно интересна первая его большая работа, переведённая на франц. язык под заглавием «La royauté et le droit royal francs» (Лунд, 1883). Ставя в ней основной вопрос об источниках происхождения древнеевропейского общественного строя, автор заявляет, что не соглашается ни с германистами (Вайтц), ни с романистами (Зибель); по его мнению, франкское королевство (первая прочная форма социально-политического объединения в Европе после падения Римской империи) является совершенно своеобразным историческим организмом, созданным Меровингами как бы по собственному плану и собственными средствами, при помощи имевшегося социального материала (сложившегося отчасти в германской, отчасти в римской среде), но с полной переработкой его и со стороны принципов, и со стороны форм. Это положение является смелой гипотезой, разрушающей, с первого взгляда, обычные построения и прежние попытки примирения их; но при ближайшем рассмотрении теория Ф. оказывается не чем иным, как обновленным и субъективно видоизмененным германизмом. Он утверждает, что во франкском королевстве инициатива формулировки права принадлежала исключительно королевской власти, которая одна обладала не только политическим сознанием, но и социальным авторитетом, необходимым для выработки государственного порядка и установления общественных отношений. Всемогущий абсолютизм Меровингов воплощал в себе тогда весь творческий дух истории, и рядом в стране не было сил, которые могли бы с ним конкурировать. В государстве франков все было поглощено королём, почему автор и говорит о «королевской власти» и «королевском праве», а не о «политической организации» и «государственном праве» во франкском королевстве. Между тем, он сам ясно устанавливает, что по своим традициям и по своей природе королевская власть у франков находится в тесной зависимости от германского прошлого, выросла из германских начал. Приписывая такое большое значение монархическому элементу в истории древней Франции, Ф. превозносит и дарования личностей, ярко выражавших оригинальные свойства монархии, восхваляет, например, Хлодовеха, как великого государственного деятеля, и вообще, теоретически отстаивает самостоятельное влияние личности в истории. Много серьёзных замечаний против мнения Ф. высказано Фюстель де Куланжем в его труде «La monarchie franque». Необходимо, однако, отдать должное таланту, эрудиции и остроумию Ф. и признать, что много важных явлений и процессов вскрыты им впервые, изображены с любопытных и новых точек зрения и часто объяснены правильно. Сочинение Ф. особенно ценно тем, что автор, рассматривая сущность и практику того, что он называет «индивидуальным частным правом франкских королей», считавших «государство — своей собственностью», «подданных — почти за своих людей», сильно облегчает уразумение условий, при которых должны были зародить и расти феодализирующие общество течения.